# سوینستورپ
سوینستورپ (به انگلیسی: Swainsthorpe) یک روستا و محله مدنی در بریتانیا است که در South Norfolk واقع شده‌است. سوینستورپ ۳٫۳۸ کیلومتر مربع مساحت و ۳۶۰ نفر جمعیت دارد.